# Kouango (ort)
Kouango är en ort i Centralafrikanska republiken.   Den ligger i prefekturen Ouaka, i den centrala delen av landet, 170 km öster om huvudstaden Bangui. Kouango ligger 363 meter över havet och antalet invånare är 7 529.
Terrängen runt Kouango är platt. Runt Kouango är det glesbefolkat, med 11 invånare per kvadratkilometer.. Det finns inga andra samhällen i närheten.
I omgivningarna runt Kouango växer huvudsakligen savannskog.